# Barwani (Stadt)

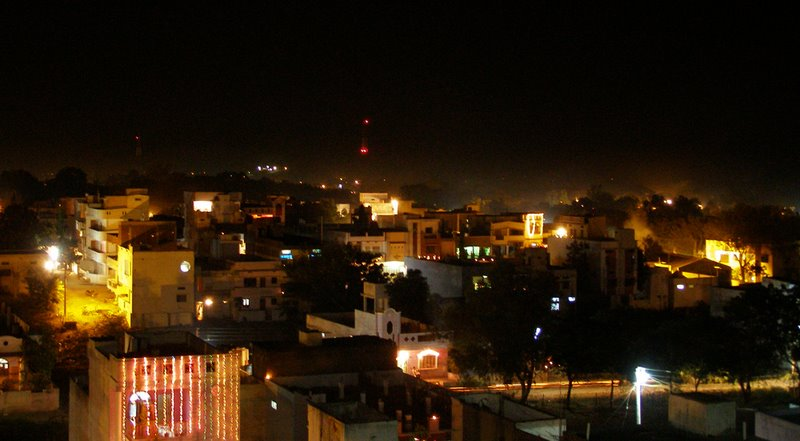
Barwani bei Nacht

Barwani ist eine Stadt im indischen Bundesstaat Madhya Pradesh.
Die Stadt liegt 125 km südwestlich von Indore. Die Narmada strömt 5 km nördlich von Barwani in westlicher Richtung. Barwani ist Verwaltungssitz des gleichnamigen Distrikts. Beim Zensus 2011 betrug die Einwohnerzahl etwa 55.000.
Barwani war Hauptstadt des früheren gleichnamigen Fürstenstaats.